# Liste der Stadtteile von Lausanne

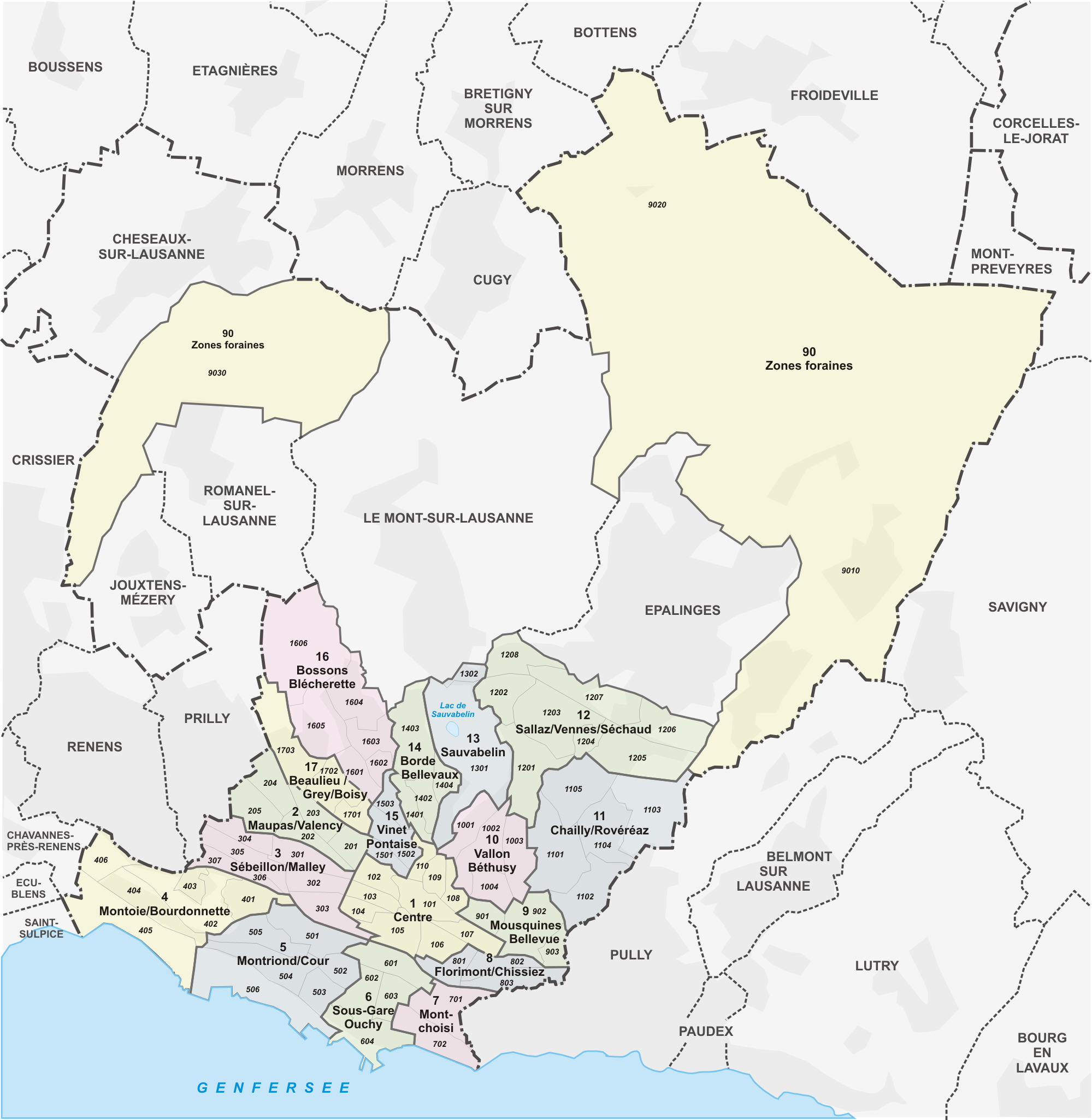
Lausanner Quartiere

Die Liste der Stadtteile von Lausanne zeigt Informationen über die 81 Sektoren (secteurs) der Schweizer Stadt Lausanne, die zu 17 Quartieren zusammengefasst wurden.
Das Stadtzentrum von Lausanne umfasst die Viertel La Cité, Le Bourg, La Palud, Saint-Laurent und Le Pont. Bis um die Mitte des 19. Jahrhunderts bildeten diese Gebiete die eigentliche Stadt Lausanne. Danach dehnte sich die Stadt immer weiter aus, und die umliegenden ehemaligen Dörfer und Weiler wurden in das Stadtgebiet inkorporiert, beziehungsweise sind zu Wohnquartieren geworden. Dazu zählen: Ouchy, Vidy und Cour nahe dem Seeufer, Malley auf der untersten Terrasse westlich der Stadt, La Blécherette und Bellevaux auf der Hochfläche nördlich der Stadt, Chailly (570 m ü. M.) in einer Talmulde der Vuachère, La Sallaz (616 m ü. M.), Vennes und Rovéréaz an den Hängen östlich des Tals des Flon.
Insgesamt lebten am 31. Dezember 2018 145'488 Menschen in der Stadt Lausanne. Davon waren 83'282 (57 %) Personen Schweizer und 62'206 (43 %) Ausländer.
Gemessen an der Anzahl Einwohner ist "Sallaz/Vennes/Séchaud" mit 15'277 Einwohnern der grösste und "Sauvabelin" mit 1'013 Einwohnern der kleinste Stadtteil. Mit 2'313,7 ha ist die "Zones foraines" flächenmässig der grösste-, "Vinet/Pontaise" mit 33,6 ha der kleinste Stadtteil.

## Erklärung zur Liste
- Nr.: offizielle Nummer des Stadtteils.
- Quartier: Name des Stadtteils.
- Sektoren: offizielle Nummern und Namen der zugehörigen Sektoren
- CH: Anzahl männlicher Einwohner mit Schweizer Staatsbürgerschaft
- CH: Anzahl weiblicher Einwohner mit Schweizer Staatsbürgerschaft
- CH ges.: Gesamtanzahl weiblicher und männlicher Einwohner mit Schweizer Staatsbürgerschaft
- Ausl.: Anzahl männlicher Einwohner mit ausländischer Staatsbürgerschaft
- Ausl.: Anzahl weiblicher Einwohner mit ausländischer Staatsbürgerschaft
- Ausl. ges.: Gesamtanzahl weiblicher und männlicher Einwohner mit ausländischer Staatsbürgerschaft
- Einw. ges.: Gesamtanzahl Einwohner
- Fläche: Die Fläche des Stadtteils in ha
- Lage: Lage des Stadtteils in der Stadt

Hinweis: Die Liste ist sortierbar: durch Anklicken eines Spaltenkopfes wird die Liste nach dieser Spalte sortiert, zweimalige Anklicken kehrt die Sortierung um. Durch das Anklicken zweier Spalten hintereinander lässt sich jede gewünschte Kombination erzielen.
| Nr. | Quartier              | Zugehörige Sektoren | CH     | CH     | CH ges. | Ausl.  | Ausl.  | Ausl. ges. | Einw. ges. | Fläche (ha) | Lage                                        |
| --- | --------------------- | --- | ------ | ------ | ------- | ------ | ------ | ---------- | ---------- | ----------- | ------------------------------------------- |
| 1   | Centre                | - 101 Rue Centrale - 102 Chauderon - 103 Le Flon - 104 Montbenon - 105 Gare/Petit-Chêne - 106 Georgette - 107 Avant-Poste - 108 Marterey - 109 Cité - 110 Riponne/Tunnel | 3'313  | 3'588  | 6'901   | 3'123  | 2'756  | 5'879      | 12'780     | 124,3       | Lage des Stadtteils "Centre"                |
| 2   | Maupas/Valency        | - 201 Maupas - 202 Av. d’Echallens - 203 Montétan - 204 Chablière - 205 Valency                                                                                          | 3'460  | 4'208  | 7'668   | 3'146  | 2'899  | 6'045      | 13'713     | 80,3        | Lage des Stadtteils "Maupas/Valency"        |
| 3   | Sébeillon/Malley      | - 301 Rue de Morges - 302 Rue de Sébeillon - 303 Tivoli - 304 Prélaz - 305 Gare de Sébeillon - 306 Av. de Provence - 307 Malley                                          | 2'687  | 2'969  | 5'656   | 3'182  | 2'785  | 5'967      | 11'623     | 103,9       | Lage des Stadtteils "Sébeillon/Malley"      |
| 4   | Montoie/Bourdonnette  | - 401 Montoie - 402 Vallée de la Jeunesse - 403 Pyramides - 404 Prés-de-Vidy - 405 Bourget - 406 Bourdonnette                                                            | 1'826  | 2'056  | 3'882   | 2'109  | 1'964  | 4'073      | 7'955      | 174,2       | Lage des Stadtteils "Montoie/Bourdonnette"  |
| 5   | Montriond/Cour        | - 501 Marc-Dufour - 502 Milan - 503 Les Cèdres - 504 Cour - 505 Mont-d’Or - 506 Bellerive                                                                                | 2'320  | 2'692  | 5'012   | 1'770  | 1'566  | 3'336      | 8'348      | 144,4       | Lage des Stadtteils "Montriond/Cour"        |
| 6   | Sous-Gare/Ouchy       | - 601 Grancy - 602 Harpe - 603 Av. d’Ouchy - 604 Ouchy | 3'014  | 3'745  | 6'759   | 2'132  | 1'919  | 4'051      | 10'810     | 79,9        | Lage des Stadtteils "Sous-Gare/Ouchy"       |
| 7   | Montchoisi            | - 701 Montchoisi - 702 Elysée | 1'014  | 1'252  | 2'266   | 780    | 776    | 1'556      | 3'822      | 52,4        | Lage des Stadtteils "Montchoisi"            |
| 8   | Florimont/Chissiez    | - 801 Florimont - 802 Av. Rambert - 803 Chissiez | 1'520  | 1'979  | 3'499   | 1'257  | 1'238  | 2'495      | 5'994      | 46,6        | Lage des Stadtteils "Florimont/Chissiez"    |
| 9   | Mousquines/Bellevue   | - 901 Mon-Repos - 902 Av. Secrétan - 903 Ch. de la Vuachère | 741    | 860    | 1'601   | 483    | 508    | 991        | 2'592      | 55,1        | Lage des Stadtteils "Mousquines/Bellevue"   |
| 10  | Vallon/Béthusy        | - 1001 Le Vallon - 1002 Hôpitaux - 1003 Victor-Ruffy - 1004 Béthusy | 1'611  | 2'117  | 3'728   | 1'361  | 1'273  | 2'634      | 6'362      | 89,2        | Lage des Stadtteils "Vallon/Béthusy"        |
| 11  | Chailly/Rovéréaz      | - 1101 Chailly - 1102 Plaisance - 1103 Bois de Rovéréaz - 1104 Craivavers - 1105 Devin                                                                                   | 2'836  | 3'411  | 6'247   | 1'628  | 1'600  | 3'228      | 9'475      | 193,8       | Lage des Stadtteils "Chailly/Rovéréaz"      |
| 12  | Sallaz/Vennes/Séchaud | - 1201 La Sallaz - 1202 Vennes - 1203 Route de Berne - 1204 Valmont - 1205 Grangette - 1206 Praz-Séchaud - 1207 Ch. des Roches - 1208 Grand-Vennes                       | 3'879  | 4'445  | 8'324   | 3'532  | 3'421  | 6'953      | 15'277     | 234,1       | Lage des Stadtteils "Sallaz/Vennes/Séchaud" |
| 13  | Sauvabelin            | - 1301 Sauvabelin - 1302 Pré-Fleuri | 249    | 277    | 526     | 248    | 239    | 487        | 1'013      | 90,7        | Lage des Stadtteils "Sauvabelin"            |
| 14  | Borde/Bellevaux       | - 1401 Borde - 1402 Rouvraie - 1403 Bellevaux - 1404 Rte du Signal | 2'361  | 2'911  | 5'272   | 2'446  | 2'301  | 4'747      | 10'019     | 68,9        | Lage des Stadtteils "Borde/Bellevaux"       |
| 15  | Vinet/Pontaise        | - 1501 Pré-du-Marché - 1502 Valentin - 1503 Pontaise | 1'891  | 2'263  | 4'154   | 1'795  | 1'514  | 3'309      | 7'463      | 33,6        | Lage des Stadtteils "Vinet/Pontaise"        |
| 16  | Bossons/Blécherette   | - 1601 Stade - 1602 Ancien-Stand - 1603 Bois-Mermet - 1604 Bois-Gentil - 1605 Bossons - 1606 Blécherette                                                                 | 1'953  | 2'378  | 4'331   | 1'572  | 1'496  | 3'068      | 7'399      | 181,2       | Lage des Stadtteils "Bossons/Blécherette"   |
| 17  | Beaulieu/Grey/Boisy   | - 1701 Beaulieu - 1702 Bergières - 1703 Pierrefleur | 2'008  | 2'601  | 4'609   | 825    | 761    | 1'586      | 6'195      | 67,1        | Lage des Stadtteils "Beaulieu/Grey/Boisy"   |
| 90  | Zones foraines        | - 9010 Les Râpes - 9020 Montheron - 9030 Vernand | 1'331  | 1'381  | 2'712   | 796    | 867    | 1'663      | 4'375      | 2'313,7     | Lage des Stadtteils "Zones foraines"        |
| 99  | Adresses inconnues    | dt. unbekannte Wohnadresse | 95     | 40     | 135     | 83     | 55     | 138        | 273        |             |                                             |
|     | Total                 | | 38'109 | 45'173 | 83'282  | 32'268 | 29'938 | 62'206     | 145'488    | 4'133,3     |                                             |